# 庫福省

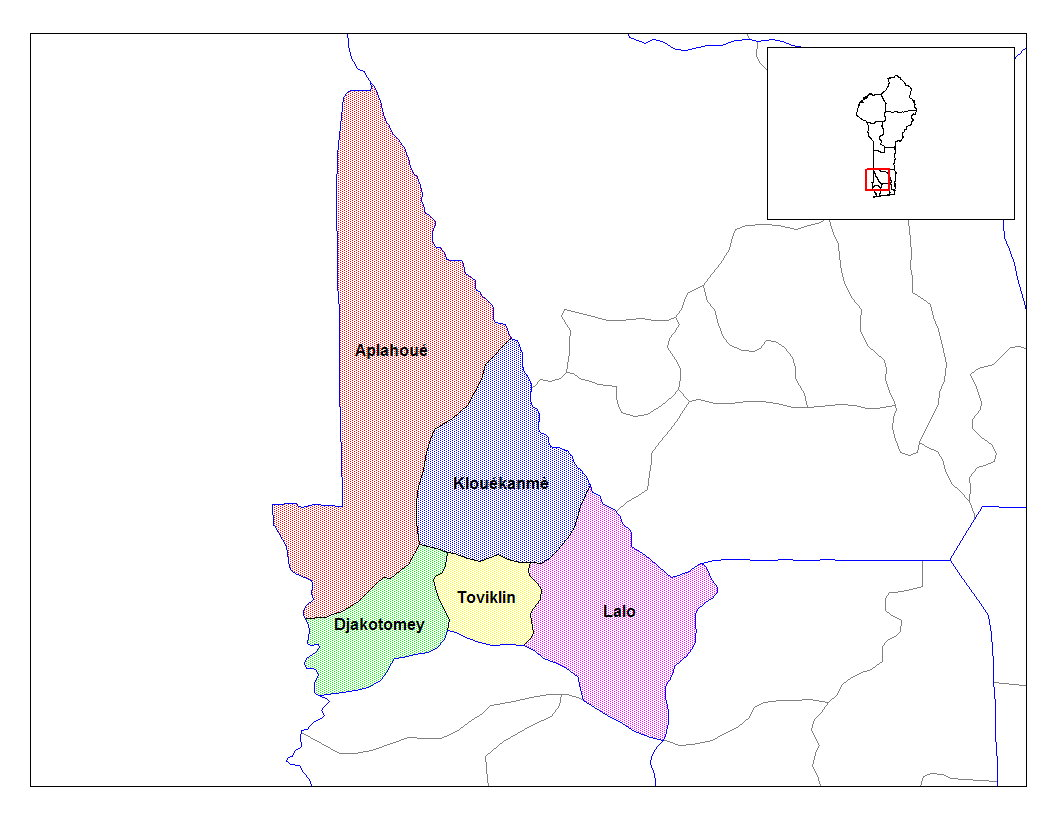
庫福省的縣份

庫福省是貝寧的12個省份之一，位於該國西南部，下分6縣，首府阿普拉惠，北接祖省，東面是大西洋省，南臨莫諾省，西面是多哥共和国，面積2,404平方公里，2006年人口572,924。